# ريد كلاود
ريد كلاود (بالإنجليزية: Red Cloud)‏ هو موسيقي أمريكي، ولد في 18 نوفمبر 1978 في هاوثورني في الولايات المتحدة.